# Galianthe liliifolia
Galianthe liliifolia là một loài thực vật có hoa trong họ Thiến thảo. Loài này được (Standl.) E.L.Cabral mô tả khoa học đầu tiên năm 1991.